# Équipe de Suède de Fed Cup

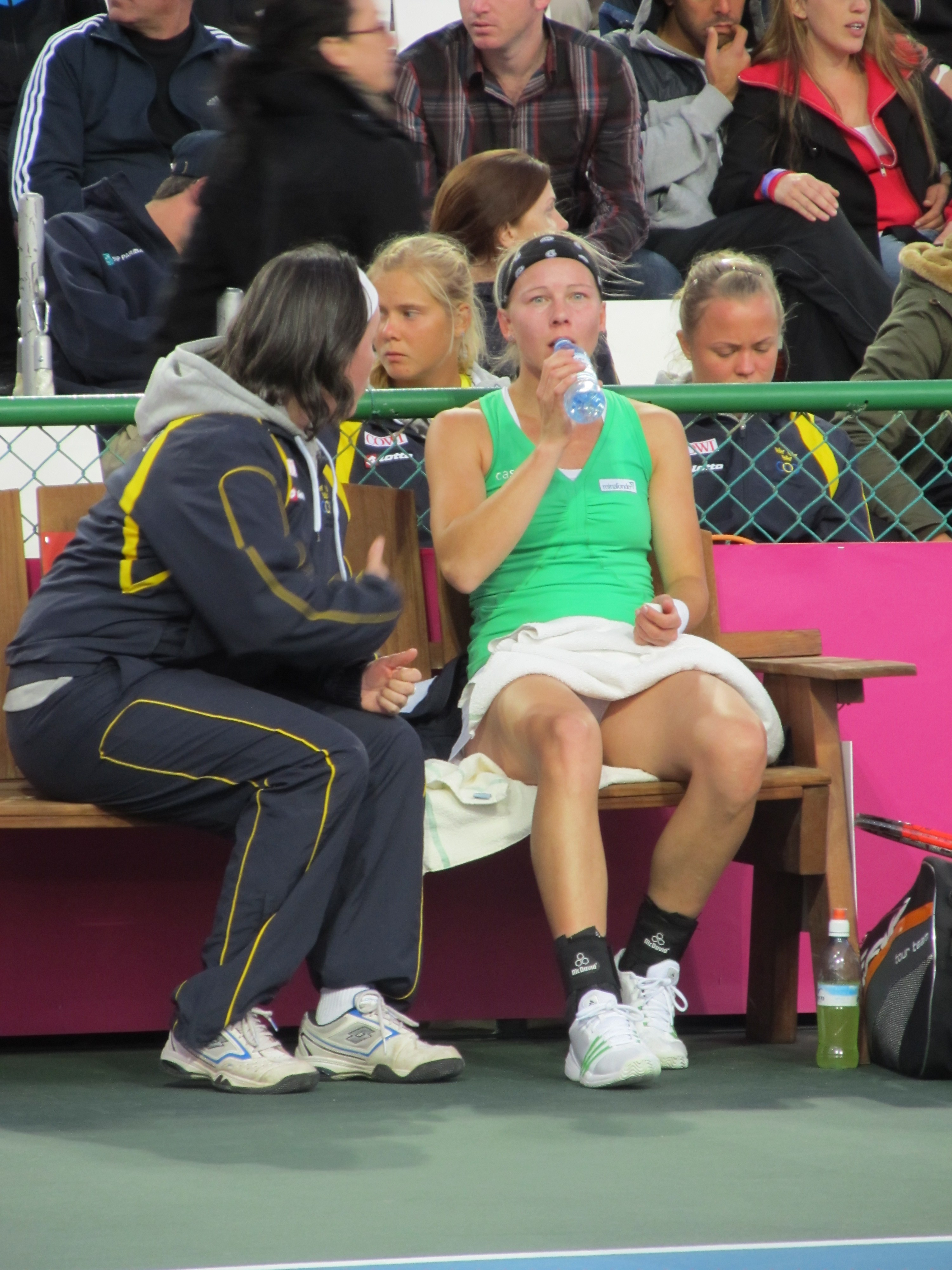
La joueuse de tennis Johanna Larsson de Suède lors de son match contre Agnieszka Radwanska de Pologne lors de la 4ème journée de la Fed Cup Groupe I 2012 Europe/Afrique à Eilat, Israël

L'équipe de Suède de Fed Cup est l’équipe qui représente la Suède lors de la compétition de tennis féminin par équipe nationale appelée Fed Cup (ou « Coupe de la Fédération » entre 1963 et 1994).
Elle est constituée d'une sélection des meilleures joueuses de tennis suédoises du moment sous l’égide de la Fédération suédoise de tennis.

## Résultats par année

### 1964 - 1969
- 1964 (5 tours, 20 équipes) : pour sa première participation, après un « bye » au 1er tour, la Suède s'incline au 2e tour contre le Canada.
- 1965 : la Suède ne participe pas à cette édition organisée à Melbourne.
- 1966 (5 tours, 21 équipes) : après une victoire au 1er tour contre le Maroc, la Suède s'incline au 2e tour contre les États-Unis.
- 1967 (5 tours, 17 équipes) : après un « bye » au 1er tour, la Suède s'incline au 2e tour contre la Grande-Bretagne.
- 1968 (5 tours, 23 équipes) : la Suède s'incline au 1er tour contre la Grande-Bretagne.
- 1969 : la Suède ne participe pas à cette édition organisée à Athènes.

### 1970 - 1979
- 1970 (5 tours, 22 équipes) : après un « bye » au 1er tour et une victoire contre l’Indonésie au 2e tour, la Suède s'incline en 1/4 de finale contre l’Australie.
- 1971 - 1972 : la Suède ne participe pas à ces éditions.
- 1973 (5 tours, 30 équipes) : après une victoire au 1er tour contre l’Argentine, la Suède s'incline au 2e tour contre la Roumanie.
- 1974 (5 tours, 29 équipes) : après une victoire au 1er tour contre le Danemark, la Suède s'incline au 2e tour contre la Roumanie.
- 1975 (5 tours, 31 équipes) : après une victoire au 1er tour contre la Nouvelle-Zélande, la Suède s'incline au 2e tour contre les États-Unis.
- 1976 (5 tours, 32 équipes) : après une victoire au 1er tour contre le Japon, la Suède s'incline au 2e tour contre l’Afrique du Sud.
- 1977 (5 tours, 32 équipes) : après une victoire au 1er tour contre la Finlande et l’Argentine au 2e tour, la Suède s'incline en 1/4 de finale contre la Grande-Bretagne.
- 1978 (5 tours, 32 équipes) : la Suède s'incline au 1er tour contre la France.
- 1979 (5 tours, 32 équipes) : après une victoire au 1er tour contre  Israël, la Suède s'incline au 2e tour contre la Tchécoslovaquie.

### 1980 - 1989
- 1980 (5 tours, 32 équipes) : après une victoire au 1er tour contre la France et le Japon au 2e tour, la Suède s'incline en 1/4 de finale contre l’Australie.
- 1981 (5 tours, 32 équipes) : la Suède s'incline au 1er tour contre la Tchécoslovaquie.
- 1982 (5 tours, 32 équipes) : après une victoire au 1er tour par forfait de la Yougoslavie, la Suède s'incline au 2e tour contre la Suisse.
- 1983 (qualifications + 5 tours, 39 équipes) : après une victoire au 1er tour contre la Belgique, la Suède s'incline au 2e tour contre les États-Unis.
- 1984 (qualifications + 5 tours, 36 équipes) : après une victoire au 1er tour contre le Brésil, la Suède s'incline au 2e tour contre l’Allemagne de l'Ouest.
- 1985 (qualifications + 5 tours, 38 équipes) : la Suède s'incline au 1er tour contre le Canada.
- 1986 (qualifications + 5 tours, 42 équipes) : la Suède s'incline au 1er tour contre la France.
- 1987 (qualifications + 5 tours, 42 équipes) : la Suède s'incline au 1er tour contre la Tchécoslovaquie.
- 1988 (qualifications + 5 tours, 36 équipes) : après une victoire au 1er tour contre la Bulgarie et les États-Unis au 2e tour, la Suède s'incline en 1/4 de finale contre le Canada.
- 1989 (qualifications + 5 tours, 40 équipes) : la Suède s'incline au 1er tour contre le Japon.

### 1990 - 1999
- 1990 (qualifications + 5 tours, 44 équipes) : la Suède s'incline au 1er tour contre la Belgique.
- 1991 (qualifications + 5 tours + barrages, 56 équipes) : après une défaite au 1er tour contre la Tchécoslovaquie, la Suède l’emporte en play-offs contre le Paraguay.
- 1992 (5 tours + barrages, 32 équipes) : après une victoire au 1er tour contre la Suisse, la Suède s'incline au 2e tour contre la Pologne.
- 1993 (5 tours + barrages, 32 équipes) : après une victoire au 1er tour contre l’Uruguay, la Suède s'incline au 2e tour contre la France.
- 1994 (5 tours, 32 équipes) : après une victoire au 1er tour contre la Belgique, la Suède s'incline au 2e tour contre le Japon.

La compétition change de format à compter de 1995 : la Coupe de la Fédération devient Fed Cup.
- 1995 (3 tours, 8 équipes + groupe mondial II, play-offs I et II) : après une défaite en groupe mondial II contre les Pays-Bas, la Suède s'incline en play-offs II contre la République tchèque.
- 1996 - 1997 - 1998 - 1999 : la Suède concourt dans les compétitions par zones géographiques.

### 2000 - 2009
- 2000 : la Suède concourt dans les compétitions par zones géographiques.
- 2001 (2 tours + round robin + finale, 16 équipes + play-offs) : la Suède l’emporte en play-offs I contre le Japon.
- 2002 (4 tours, 16 équipes + play-offs) : après une défaite au 1er tour du groupe mondial contre l’Italie, la Suède l’emporte en play-offs I contre la Suisse.
- 2003 (4 tours, 16 équipes + play-offs) : après une défaite au 1er tour du groupe mondial contre l’Italie, la Suède s'incline en play-offs I contre le Japon.
- 2004 - 2005 - 2006 - 2007 - 2008 - 2009 : la Suède concourt dans les compétitions par zones géographiques.

### 2010 - 2015
- 2010 (3 tours, 8 équipes + groupe mondial II, play-offs I et II) : la Suède l’emporte en play-offs II contre la Chine.
- 2011 (3 tours, 8 équipes + groupe mondial II, play-offs I et II) : après une défaite en groupe mondial II contre l’Ukraine, la Suède s'incline en play-offs II contre la Suisse.
- 2012 (3 tours, 8 équipes + groupe mondial II, play-offs I et II) : la Suède l’emporte en play-offs II contre la Grande-Bretagne.
- 2013 (3 tours, 8 équipes + groupe mondial II, play-offs I et II) : après une victoire en groupe mondial II contre l’Argentine, la Suède s'incline en play-offs I contre les États-Unis.
- 2014 (3 tours, 8 équipes + groupe mondial II, play-offs I et II) : après une défaite en groupe mondial II contre la Pologne, la Suède l’emporte en play-offs II contre la Thaïlande.
- 2015 (3 tours, 8 équipes + groupe mondial II, play-offs I et II) : après une défaite en groupe mondial II contre la Suisse, la Suède s'incline en play-offs II contre la Slovaquie.

## Bilan de l'équipe
Résultats des confrontations entre la Suède et ses adversaires les plus fréquents (3 rencontres minimum dans les groupes mondiaux).
| # | Adversaires        | Rencontres | Victoires | Défaites | % victoires |
| - | ------------------ | ---------- | --------- | -------- | ----------- |
| 1 | Japon              | 6          | 3         | 3        | 50 %        |
| 2 | Suisse             | 5          | 2         | 3        | 40 %        |
| 3 | États-Unis         | 5          | 1         | 4        | 20 %        |
| 4 | France             | 4          | 1         | 3        | 25 %        |
| 5 | Grande-Bretagne    | 4          | 1         | 3        | 25 %        |
| 6 | République tchèque | 4          | 0         | 4        | 0 %         |
| 7 | Argentine          | 3          | 3         | 0        | 100 %       |
| 8 | Belgique           | 3          | 2         | 1        | 67 %        |
| 9 | Canada             | 3          | 0         | 3        | 0 %         |

## Bilan des joueuses les plus sélectionnées
Ce bilan est calculé sur la base des rencontres officielles des groupes mondiaux et barrages I et II. Les rencontres des tableaux dits de « consolation » et celles par « zones géographiques » ne sont pas prises en compte. Les joueuses comptant moins de 5 sélections ne sont pas reprises dans le tableau.
| #  | Joueuses           | De   | à    | Sélections | Matchs | Victoires | Défaites | % victoires |
| -- | ------------------ | ---- | ---- | ---------- | ------ | --------- | -------- | ----------- |
| 1  | Åsa Svensson       | 1993 | 2002 | 9          | 16     | 6         | 10       | 38 %        |
| 2  | Catarina Lindqvist | 1981 | 1992 | 16         | 22     | 7         | 15       | 32 %        |
| 3  | Catrin Jexell      | 1982 | 1984 | 5          | 7      | 3         | 4        | 43 %        |
| 4  | Cecilia Dahlman    | 1989 | 1993 | 7          | 7      | 4         | 3        | 57 %        |
| 5  | Christina Sandberg | 1966 | 1974 | 10         | 16     | 7         | 9        | 44 %        |
| 6  | Helen Anliot       | 1975 | 1980 | 12         | 16     | 11        | 5        | 69 %        |
| 7  | Ingrid Löfdahl     | 1966 | 1977 | 15         | 23     | 10        | 13       | 43 %        |
| 8  | Johanna Larsson    | 2010 | 2015 | 9          | 23     | 11        | 12       | 48 %        |
| 9  | Lena Sandin        | 1979 | 1982 | 6          | 7      | 4         | 3        | 57 %        |
| 10 | Maria Lindström    | 1985 | 1995 | 14         | 14     | 6         | 8        | 43 %        |
| 11 | Maria Strandlund   | 1988 | 1995 | 15         | 21     | 7         | 14       | 33 %        |
| 12 | Mimi Wikstedt      | 1973 | 1981 | 13         | 16     | 8         | 8        | 50 %        |
| 13 | Sofia Arvidsson    | 2001 | 2014 | 13         | 33     | 15        | 18       | 45 %        |